# ChatGPT
ChatGPT (chat: snak, GPT: generative pre-trained transformer) er en avanceret kunstig intelligens og chatbot, som man kan skrive til i naturligt sprog og få svar. Den er udviklet af OpenAI, som er specialiseret i dialog. Udviklingen af ChatGPT er også bakket op af Microsoft. Chatbotten er en stor sprogmodel (LLM) finjusteret via både supervised og reinforcement-læringsteknikker. ChatGPT anvender AI-baseret natural language processing (NLP), altså behandling af naturligt sprog.
ChatGPT har fået opmærksomhed for sine detaljerede og velformulerede svar, selvom dens faktuelle nøjagtighed er blevet kritiseret for at være for lav; den kan ofte sige ting, som lyder troværdige, men som er afkoblet fra virkeligheden. Ydermere er firmaet bag ChatGPT blevet kritiseret for deres håndtering af brugernes data fra chatbotten.
I løbet af få dage efter lanceringen (30. november 2022) fik OpenAI ChatGPT en million brugere. Et år efter lanceringen, 30. november 2023, havde ChatGPT 180 millioner brugere. Inspireret af ChatGPT's udbredelse har Københavns Professionshøjskole udviklet SkoleGPT.

## Udviklingshistorie
ChatGPT blev lanceret 30. november 2022. Grundmodellen, som blev finjusteret, var OpenAI's GPT-3.5 sprogmodel, en forbedret version af GPT-3. GPT-4 blev lanceret den 14. marts 2023. Den 6. november 2023 blev GPT-4 Turbo lanceret. ChatGPT-5 blev lanceret d. 7. august 2025.

## ChatGPT har bestået eksamener
ChatGPT kan bl.a. skrive artikler og reducere antallet af fejl i software, foruden at bestå eksamener.
I 2023 bestod ChatGPT jurastudiets eksamener ved University of Pennsylvania’s Wharton School of Business. GPT-4 har også bestået eksamener i matematik, engelsk, historie, biologi og fysik. Også MBA-uddannelsens eksamener har ChatGPT bestået. ChatGPT er blevet forbundet til Wolfram - Alpha.

## Enkelte skoler på kloden tillader ChatGPT
ChatGPT er tilladt på britiske IB-skoler. New York City vil tillade elever at bruge ChatGPT. Manden bag en app, som påstås at kunne afsløre, om ChatGPT har skrevet en eksamensbesvarelse, advarer mod at forbyde brugen af chatbotten på skoler.

## Anvendelse af ChatGPT i Danmark
Eksamener og lignende
Folkeskolens elever må ikke bruge ChatGPT, skriver Børne- og Undervisningsminiteriet. Alligevel har hver fjerde skolelærer fundet tegn på, at elever anvender ChatGPT til afgangsprøver. Datatilsynet har ikke vurderet, om brugen af ChatGPT i undervisning er i overenstemmelse med GDPR. ChatGPT ændret undervisningen i såvel folkeskole som gymnasium og universitet. En efterskole er stoppet med at opfordre elever til at aflevere skriftlige afleveringer. Uddannelsesinstitutioner væbner sig mod eksaminanders brug af ChatGPT. Der er opstået et våbenkapløb.
Horsens Gymnasium vil gerne give sine elever mulighed for at bruge ChatGPT. I november 2023 tog Alssundgymnasiet Sønderborg (AGS) ChatGPT ind i undervisningen. Såvel Skanderborg Gymnasium som Rosborg Gymnasium & HF i Vejle og Vesthimmerlands Gymnasium i Aars anvender ChatGPT i undervisningen – men kun efter lærerens anvisning. Forperson for Foreningen for kommunikation og it ved de gymnasiale uddannelser, Daniel Vognstrup Perez, opfordrer underviser til at vise elever, hvordan ChatGPT  kan anvendes. Danske IB-gymnasier tillader brugen af ChatGPT.
En stor del af de studerende bruger ChatGPT, men der er uenighed om, hvor stor en del af de studerende, der anvender chatbotten: enten hver tiende eller hver anden studerende. Brugen af ChatGPT hjælper de dårligste studerende; men ChatGPT gør de dygtige studerende dårligere. Danske Studerendes Fællesråd mener, at kunstig intelligens er fremtiden og derfor også skal integreres som en del af uddannelserne på en meningsfuld måde.
Mens Syddansk Universitet og Roskilde Universitet har forbudt brugen af ChatGPT til eksamen; så vil CBS - Copenhagen Business School på sigt tillade brugen af ChatGPT. Postdoc ved Københavns Universitet, Mark Friis Hau, opfordrer både undervisere og studerende til at bruge ChatGPT. Lektor på Aarhus BSS, Carsten Bergenholtz, forventer, at ChatGPT vil kunnne anvendes til eksamener i fremtiden. Det blev tilladt at bruge ChatGPT på Aarhus Universitet fra og med efterårssemestret 2024.
Øvrigt
ChatGPT anvendes i jobsøgning, skriver HK. I 2023 skrev ChatGPT indledningen til en af statsminister Mette Frederiksens taler.
I oktober 2023 meddelte DR, at DR blokerer for ChatGPT, ligesom andre store medier også blokerer for ChatGPT; DR's hensigt er at beskytte ophavsret til DR's eget materiale.

## Begrænsninger
ChatGPT udviser en række begrænsninger. Til disse begrænsninger hører:
OpenAI anerkender, at ChatGPT "nogle gange skriver plausibelt klingende, men forkerte eller meningsløse svar". Denne adfærd er fælles for store sprogmodeller og kaldes "hallucination". Belønningsmodellen af ChatGPT, designet omkring menneskelig tilsyn, kan overoptimeres og dermed hindre ydeevnen, i et eksempel på en optimeringspatologi kendt som Goodharts lov.
ChatGPT har begrænset viden om begivenheder, der fandt sted efter september 2021.
Ved træning af ChatGPT foretrak menneskelige anmeldere længere svar, uanset den faktiske forståelse eller faktuelt indhold.
Træningsdata lider også af algoritmisk skævhed, som kan afsløres, når ChatGPT reagerer på prompter, herunder beskrivelser af personer. I et tilfælde genererede ChatGPT en rap, der indikerer, at kvinder og farvede videnskabsmænd var ringere end hvide og mandlige videnskabsmænd.

## Egenskaber
ChatGPT blev finjusteret udover GPT-3.5 ved at anvende supervised learning såvel som reinforcement learning. GPT-3 er trænet med 800 millioner danske ord.